# Šime Žuvić

Šime Žuvić je bio predratni nogometaš RNK Split. 

## Igračka karijera
Šime Žuvić je igrao za Splita krajem 20-ih i tijekom 30-ih godina 20.stoljeća. Nastupao je u tadašnjoj poznatoj momčadi koja se 1934. kvalificirala u ondašnju Nacionalnu ligu, kako se u to vrijeme nazivao prvoligaški rang natjecanja. Ipak, zbog teških spletki u ondašnjem nogometnom savezu, Splitu je onemogućeno sudjelovanje u već izborenom prvoligaškom društvu. 
Te sezone, u odlučujućoj utakmici u Apatinu protiv nogometnog kluba Tri zvijezde, postigao je pogodak, ali mu ga je pristrani sudac poništio.

### Zgode iz igračkih dana
Žuvić je jednom - na pitanje novinara koji mu je događaj ostao u sjećanju dok je bio igrač - izjavio da mu je u najljepšem sjećanju ostala prijateljska utakmica između Radničkog sportskog kluba Hajduk iz Sarajeva i Splita. Utakmica je odigrana na osvijetljenom igralištu pred nekoliko tisuća Sarajlija.